# Rhopalotenes argyrolemma
Rhopalotenes argyrolemma är en fjärilsart som beskrevs av Diakonoff 1954. Rhopalotenes argyrolemma ingår i släktet Rhopalotenes och familjen vecklare. Inga underarter finns listade i Catalogue of Life.